# Madrigalejo del Monte (kommunhuvudort)
Madrigalejo del Monte är en kommunhuvudort i Spanien.   Den ligger i provinsen Provincia de Burgos och regionen Kastilien och Leon, i den norra delen av landet, 190 km norr om huvudstaden Madrid. Madrigalejo del Monte ligger 896 meter över havet och antalet invånare är 212.
Terrängen runt Madrigalejo del Monte är platt, och sluttar västerut. Runt Madrigalejo del Monte är det glesbefolkat, med 14 invånare per kvadratkilometer. Närmaste större samhälle är Lerma, 11,3 km söder om Madrigalejo del Monte. Trakten runt Madrigalejo del Monte består till största delen av jordbruksmark.